# Neuaufnahmen in das UNESCO-Kultur- und -Naturerbe 2016

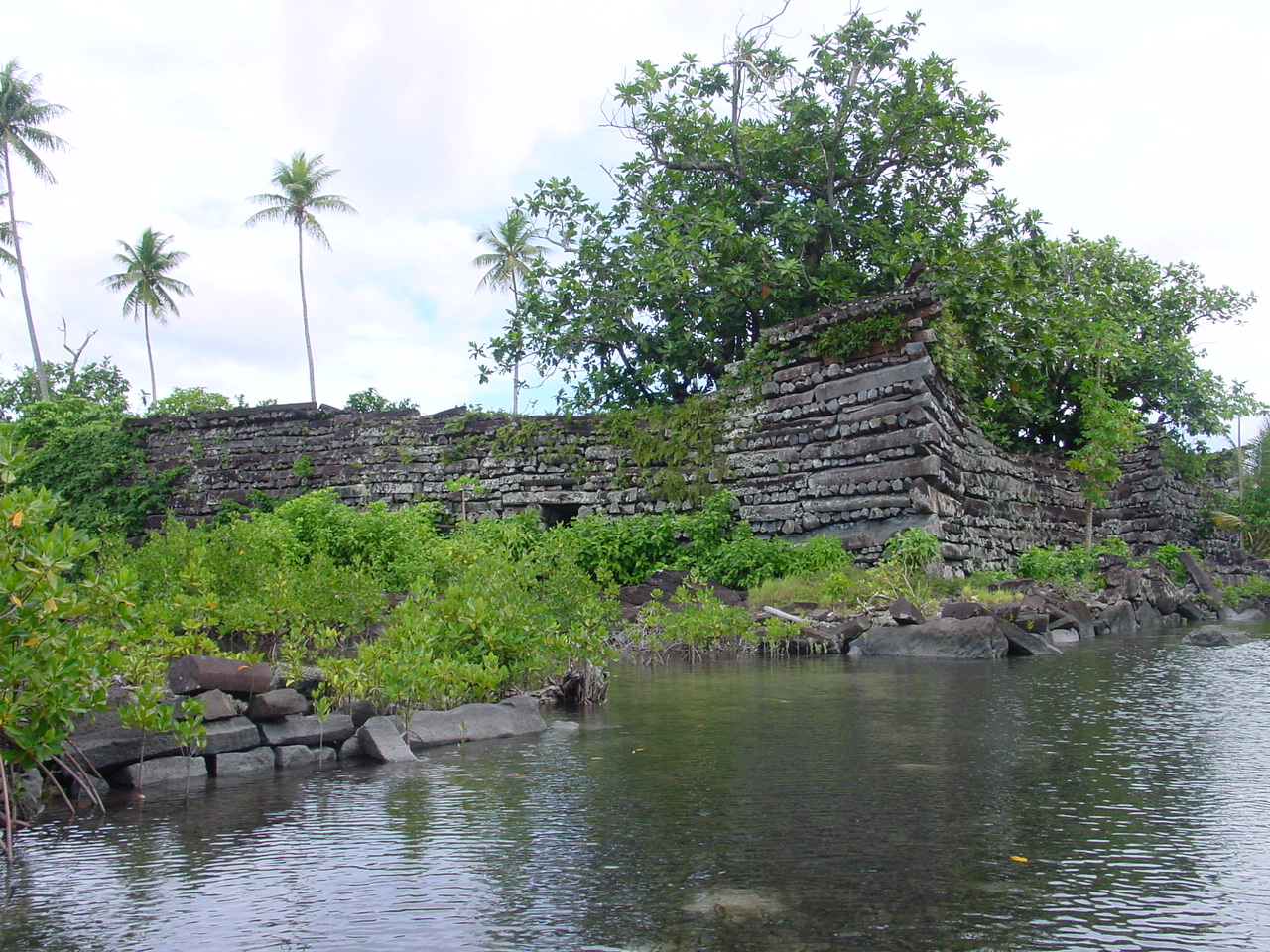
Nan Madol, das erste Welterbe von Mikronesien

Im Jahr 2016 fanden folgende Neuaufnahmen in das UNESCO-Kultur- und -Naturerbe statt:

## Welterbe
Auf seiner 40. Sitzung vom 10. bis zum 20. Juli 2016 nahm das Welterbekomitee 21 Stätten neu in die Liste des UNESCO-Welterbes auf, darunter zwölf Kulturerbestätten (K), sechs Naturerbestätten (N) und drei gemischte Kultur- und Naturerbestätten (K/N). Eine dieser Stätten wurde gleichzeitig auf die Liste des gefährdeten Welterbes gesetzt.

### Welterbeliste
Folgende Stätten wurden neu in die Welterbeliste aufgenommen:
| Vertragsstaat(en)                                                                    | Bezeichnung                                                                                            | Typ | Ref. | Anmerkungen |
| ------------------------------------------------------------------------------------ | --- | --- | ---- | --- |
| Antigua und Barbuda                                                                  | Marinewerft auf Antigua und zugehörige archäologische Stätten (Lage)                                   |     |      | |
| Bosnien und Herzegowina                                                              | Friedhöfe mit Stećci – mittelalterliche Grabsteine (Lage)                                              | K   | 1504 | |
| Brasilien                                                                            | Ensemble der Moderne in Pampulha (Lage)                                                                | K   | 1493 | |
| Volksrepublik China                                                                  | Kulturlandschaft mit Felsbildkunst am Zuojiang in Huashan (Lage)                                       | K   | 1508 | Felsbilder aus dem 5. Jh. v. Chr. bis zum 2. Jh. n. Chr. an steilen Kalksteinwänden an den Ufern des Flusses Zuo Jiang und seines Nebenflusses Ming Jiang |
| Volksrepublik China                                                                  | Shennongjia in Hubei (Lage)                                                                            | N   | 1509 | Waldgebiet im Nordwesten der chinesischen Provinz Hubei.                                                                                                  |
| Griechenland                                                                         | Archäologische Stätte von Philippi (Lage)                                                              | K   | 1517 | Ruinen einer antiken Stadt und Festung im Osten des historischen Gebiets Makedonien.                                                                      |
| Indien                                                                               | Archäologische Stätte von Nalanda Mahavihara in Nalanda, Bihar (Lage)                                  | K   | 1502 | |
| Indien                                                                               | Nationalpark Kangchendzönga (Lage)                                                                     | K/N | 1513 | |
| Irak                                                                                 | Al-Ahwar im Südirak: Schutzgebiet der Artenvielfalt und Reliktlandschaft mesopotamischer Städte (Lage) | K/N | 1481 | |
| Iran                                                                                 | Wüste Lut (Lage)                                                                                       | N   | 1505 | |
| Iran                                                                                 | Die persischen Qanate (Lage)                                                                           | K   | 1506 | |
| Kanada                                                                               | Mistaken Point (Lage)                                                                                  | N   | 1497 | |
| Mexiko                                                                               | Revillagigedo-Archipel (Lage)                                                                          | N   | 1510 | |
| Föderierte Staaten von Mikronesien                                                   | Nan Madol: Zeremonielles Zentrum von Ostmikronesien (Lage)                                             | K   | 1503 | |
| Spanien                                                                              | Dolmenstätten von Antequera (Lage)                                                                     | K   | 1501 | |
| Sudan                                                                                | Meeres-Nationalpark Sanganeb und Meeres-Nationalpark Dungonab-Bucht – Insel Mukkawar (Lage)            | N   | 262  | |
| Tschad                                                                               | Ennedi-Massiv: Natur- und Kulturlandschaft (Lage)                                                      | K/N | 1475 | |
| Türkei                                                                               | Archäologische Stätte von Ani (Lage)                                                                   | K   | 1518 | |
| Vereinigtes Königreich                                                               | Höhlenkomplex von Gorham (Lage)                                                                        | K   | 1500 | |
| transnational: Argentinien, Belgien, Deutschland, Frankreich, Indien, Japan, Schweiz | Das architektonische Werk von Le Corbusier – ein herausragender Beitrag zur Moderne (Lage)             | K   | 1321 | |
| transnational: Kasachstan, Kirgisistan, Usbekistan                                   | Westliches Tian-Shan-Gebirge (Lage)                                                                    | N   | 1490 | |

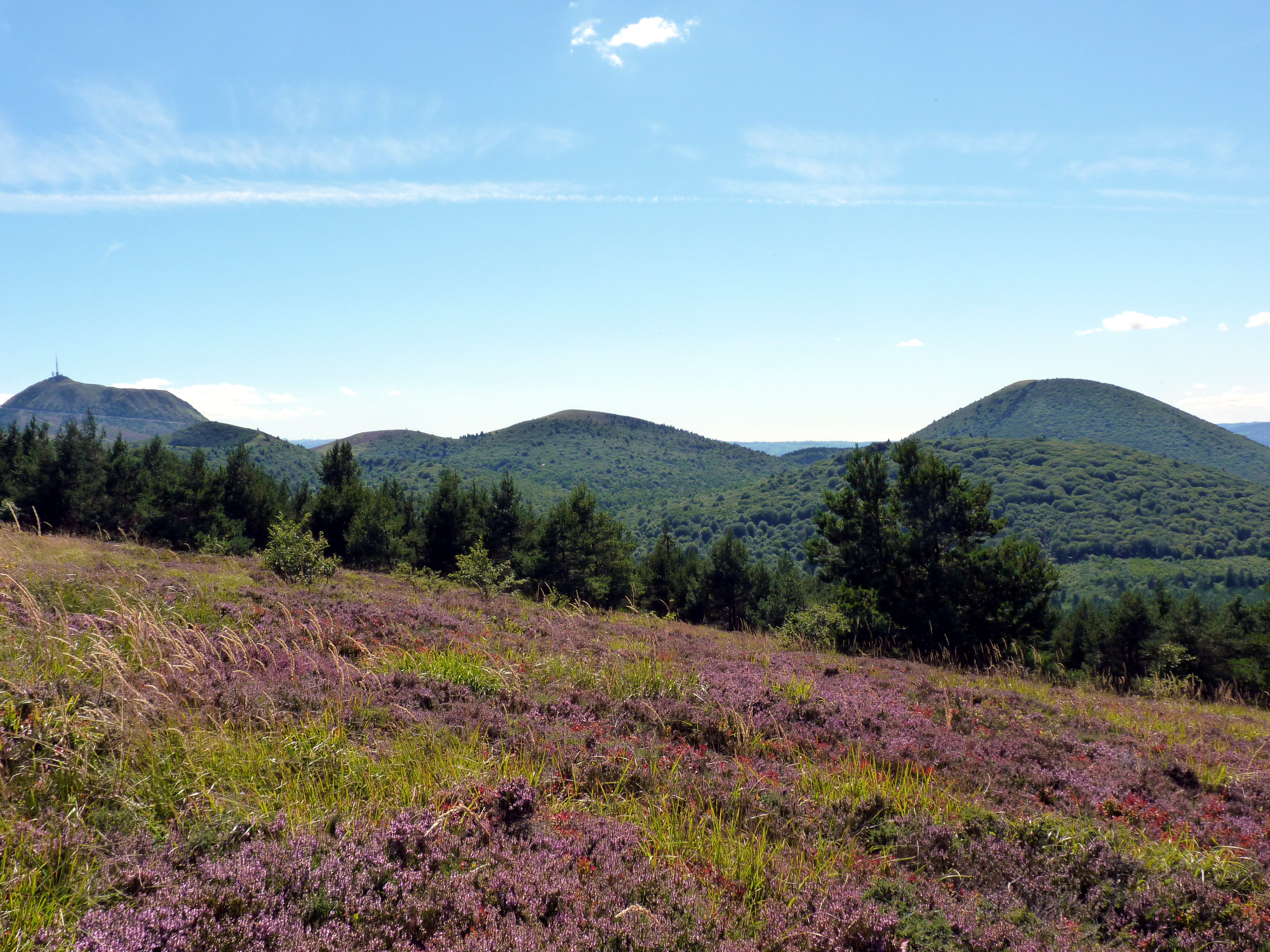
Chaîne des Puys

Folgende Nominierungen wurden nicht in die Welterbeliste aufgenommen:
- Gebirgs-Ökosystem von Koytendag (N, Turkmenistan)
- Waldkomplex Kaeng Krachan (N, Thailand)
- Tektonisch-vulkanisches Ensemble der Chaîne des Puys und der Limagne-Graben (N, Frankreich)
- Pimachiowin Aki (K, Kanada)
- Schlüsselwerke der Modernen Architektur von Frank Lloyd Wright (K, USA)

Folgende signifikante Änderung der Grenzen wurde abgelehnt:
- Archäologische Stätte von Panamá Viejo und die historische Altstadt von Panamá (K, Panama)

Folgende Stätten wurden vor der Sitzung zurückgezogen:
- Bergbau- und Kulturlandschaft Erzgebirge/Krušnohoří (Deutschland, Tschechien)
- Gebäude der Franckeschen Stiftungen in Halle (Saale)
- Urwälder von Komi (Erweiterung, Russland)
- Westlicher Kaukasus (Erweiterung, Russland)
- Historischer Kern von Cetinje (Montenegro)
- Kirchen und christliche Stätten in Nagasaki (Japan)
- Seowon, Konfuzianische Akademien Koreas (Südkorea)

### Rote Liste

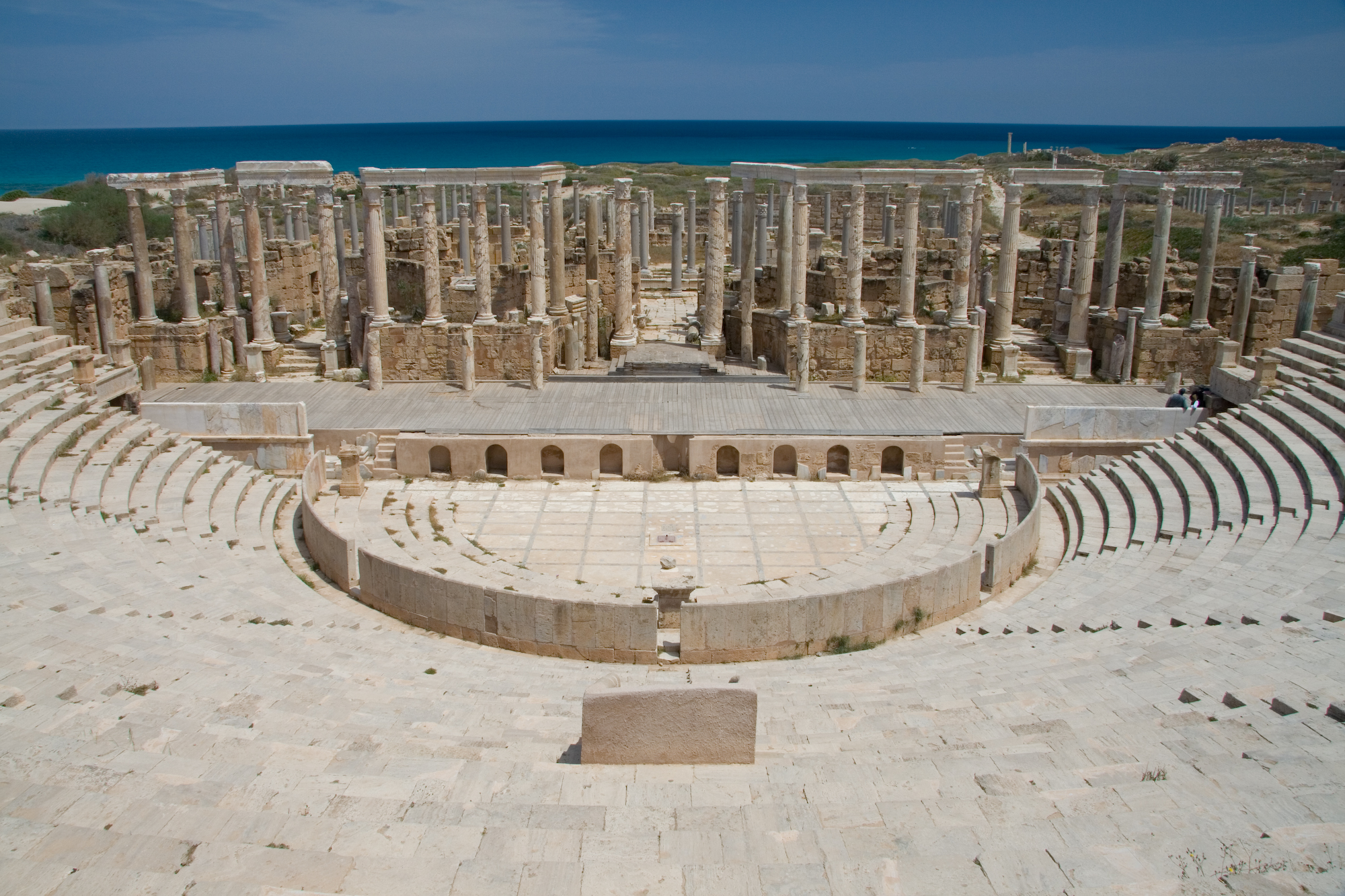
Theater von Leptis Magna

In die Liste des gefährdeten Welterbes ("Rote Liste") aufgenommen wurden:
- Ausgrabungsstätte von Leptis Magna (K, G, Libyen)
- Ausgrabungsstätte von Sabratha (K, G, Libyen)
- Ausgrabungsstätte von Kyrene (K, G, Libyen)
- Felsmalereien von Tadrart Acacus (K, G, Libyen)
- Altstadt von Ghadames (K, G, Libyen)
- Altstädte von Djenné (K, G, Mali)
- Nan Madol (K, G, Mikronesien)
- Historisches Zentrum von Shahrisabz (K, G, Usbekistan)

Aus der Liste gestrichen wurde:
- Historische Kirchen von Mzcheta (Georgien, Welterbe seit 1994, gefährdet seit 2009)